# Zum Guten Hirten (Tangstedt)
Die Kirche Zum Guten Hirten ist ein Kirchengebäude in Tangstedt im Kreis Stormarn. Die ursprünglich neugotische Saalkirche mit halbrunder Apsis wurde 1896 nach Plänen des Hamburger Architekten Hugo Groothoff gebaut. Die historische Bausubstanz wurde 1964/65 durch einen Umbau teilweise zerstört.

## Bauwerk
Nach der Grundsteinlegung am 19. Juli 1896 errichtete Zimmermeister H. Ellerbrock aus Duvenstedt die Kirche nach Plänen des Architekten Hugo Groothoff für 22.832 Mark. Groothoff hatte in der näheren Umgebung bereits die Kirche in Schiffbek (1943 zerstört) geplant und entwarf später auch die Kirchen in Lohbrügge und Reinbek. Am 20. Dezember 1896 wurde die damals als Kirchlein zum guten Hirten bezeichnete Kapelle nach 5-monatiger Bauzeit geweiht.
Beim Umbau 1964/65 veränderte Architekt Siegfried Buck aus Norderstedt die Bausubstanz erheblich. Er verlängerte das Kirchenschiff mit einer Vorhalle um vier Meter, wobei der neugotische Giebel abgerissen und durch eine Betonbalkenwand ersetzt wurde. Die halbrunde Apsis wurde rechteckig erweitert, das Dach der Kirche mit Schiefer eingedeckt und dabei der alte Dachreiter entfernt. Stattdessen entstand neben der Kirche ein moderner freistehender Glockenturm von 29 Meter Höhe. Die Baumaßnahmen mit Kosten von insgesamt 210.000 D-Mark gelten heute als „ein extremes Beispiel für den sorglosen Umgang der 1960er Jahre mit historischer Bausubstanz.“
Im Jahr 1993 wurde das Kirchenschiff wieder in seine ursprüngliche Form zurückgebaut.